# 松江豊寿
松江 豊寿（まつえ とよひさ、1872年7月11日（明治5年6月6日）- 1956年（昭和31年）5月21日）は、日本の陸軍軍人、政治家。最終階級は陸軍少将。第9代若松市長。
第一次世界大戦中に板東俘虜収容所所長を務め、在任中にドイツ人俘虜を人道的に扱い地元の住民とドイツ人俘虜を交流させた。この時、ドイツ人俘虜によって日本で初めてベートーベンの交響曲第9番が演奏された。映画『バルトの楽園』の主人公としても知られる。

## 経歴
1872年6月に現在の会津若松市で会津藩士、警察官・松江久平の長男として生まれる。1889年（明治22年）16歳の時に仙台陸軍地方幼年学校に入校し、1892年（明治25年）には陸軍士官学校（5期）に進んだ。1894年（明治27年）、22歳で陸軍歩兵少尉に任官。日清戦争・日露戦争に出征。
1904年（明治37年）、韓国駐剳軍司令官長谷川好道大将の副官を務めた。1907年（明治40年）、陸軍歩兵少佐に進級して歩兵第67連隊（浜松）附。1908年（明治41年）、歩兵第67連隊大隊長。1911年（明治44年）、第7師団副官。1914年（大正3年）1月、陸軍歩兵中佐に進級して歩兵第62連隊（徳島）附となる。

### 俘虜収容所長時代
同年7月に第一次世界大戦が勃発。青島の戦いで日本軍に降伏したドイツ軍俘虜は、徳島や大阪など全国12ヶ所の収容所へ振り分けられた。それと同時に松江は同年12月徳島俘虜収容所長に任命される。1917年には12ヶ所の収容所が板東など6ヶ所にまとめられ、同年4月に板東俘虜収容所長となる。ここにおいて松江はドイツ人の俘虜達に人道に基づいた待遇で彼らに接し、可能な限り自由な様々な活動を許した。賊軍としての悲哀を味わった会津藩士の子弟に生まれた体験が、大きく彼の良心的な人格形成に影響したといわれる。
また、付近の人達と俘虜との交流や技術指導も盛んに行われ養鶏・養豚・野菜栽培から建築・設計まで広い分野で交流が行われたと言う。
1920年4月、第一次大戦終了に伴い板東俘虜収容所は閉鎖された。だが、俘虜たちは解放された後もここで受けた温かい扱いを忘れず「世界のどこに松江のような（素晴しい）俘虜収容所長がいただろうか」と語るほどだったと言う。

### その後
1922年2月、陸軍少将に進級すると同時に待命となり、予備役に編入された松江は、同年12月に第9代若松市長となる。若松市長を退任後、三六倶楽部常務理事を務めた。稚松会評議員。1947年（昭和22年）11月28日、公職追放仮指定を受けた。
1956年5月に東京都狛江市の自宅で死去。
板東俘虜収容所でのベートーヴェン交響曲第9番初演から100周年となる2018年6月に、鳴門市ドイツ館前に松江の銅像が建立された。
2018年秋、福島県会津若松市の會津風雅堂前に記念碑が建立された。2023年11月には記念碑で開催された献花祭に元ドイツ大統領のクリスティアン・ヴルフが来賓として招待され花を手向けた。

## 年譜
- 1894年（明治27年）7月 - 陸軍士官学校（5期）卒業
  - 9月 - 陸軍歩兵少尉任官・歩兵第5連隊付
- 1896年（明治29年）11月 - 歩兵第31連隊付
- 1897年（明治30年）10月 - 陸軍歩兵中尉
- 1900年（明治33年）3月 - 参謀本部出仕
- 1902年（明治35年）3月 - 陸軍歩兵大尉
- 1904年（明治37年）9月 - 韓国駐剳軍副官
- 1907年（明治40年）10月 - 歩兵第67連隊付
  - 11月 - 陸軍歩兵少佐
- 1908年（明治41年）11月 - 歩兵第67連隊大隊長
- 1910年（明治43年）10月 - 歩兵第25連隊大隊長
- 1911年（明治44年）11月 - 第7師団副官
- 1914年（大正3年）1月 - 陸軍歩兵中佐・歩兵第62連隊付
  - 12月3日 - 徳島俘虜収容所長[7]
- 1917年（大正6年）4月10日 - 板東俘虜収容所長[8]
  - 8月 - 陸軍歩兵大佐
- 1920年（大正9年）4月 - 歩兵第21連隊長
- 1922年（大正11年）2月 - 陸軍少将・待命
  - 5月 - 予備役
  - 12月 - 若松市長就任
- 1925年（大正14年）11月 - 若松市長退任

## 栄典
- 1894年（明治27年）10月26日 - 正八位[9]

## 親族
- 弟・松江春次：南洋興発の社長を務めた実業家。春次は久平の次男でサイパンで製糖事業を営み砂糖王と呼ばれた。
- 甥・松江一郎：春次の長男。大日本帝国海軍軍人で海軍大臣を務めた吉田善吾の次女・雅子と結婚したが、第二次世界大戦で戦死。
- 甥・松江宏次：春次の次男で一郎の弟。父・春次と同じく実業界に進み南洋興発の専務となった。妻は日本鉱業（後のジャパンエナジー、現在のENEOS）の社長を務めた下河辺建二の四女・華子。